# 金城江区

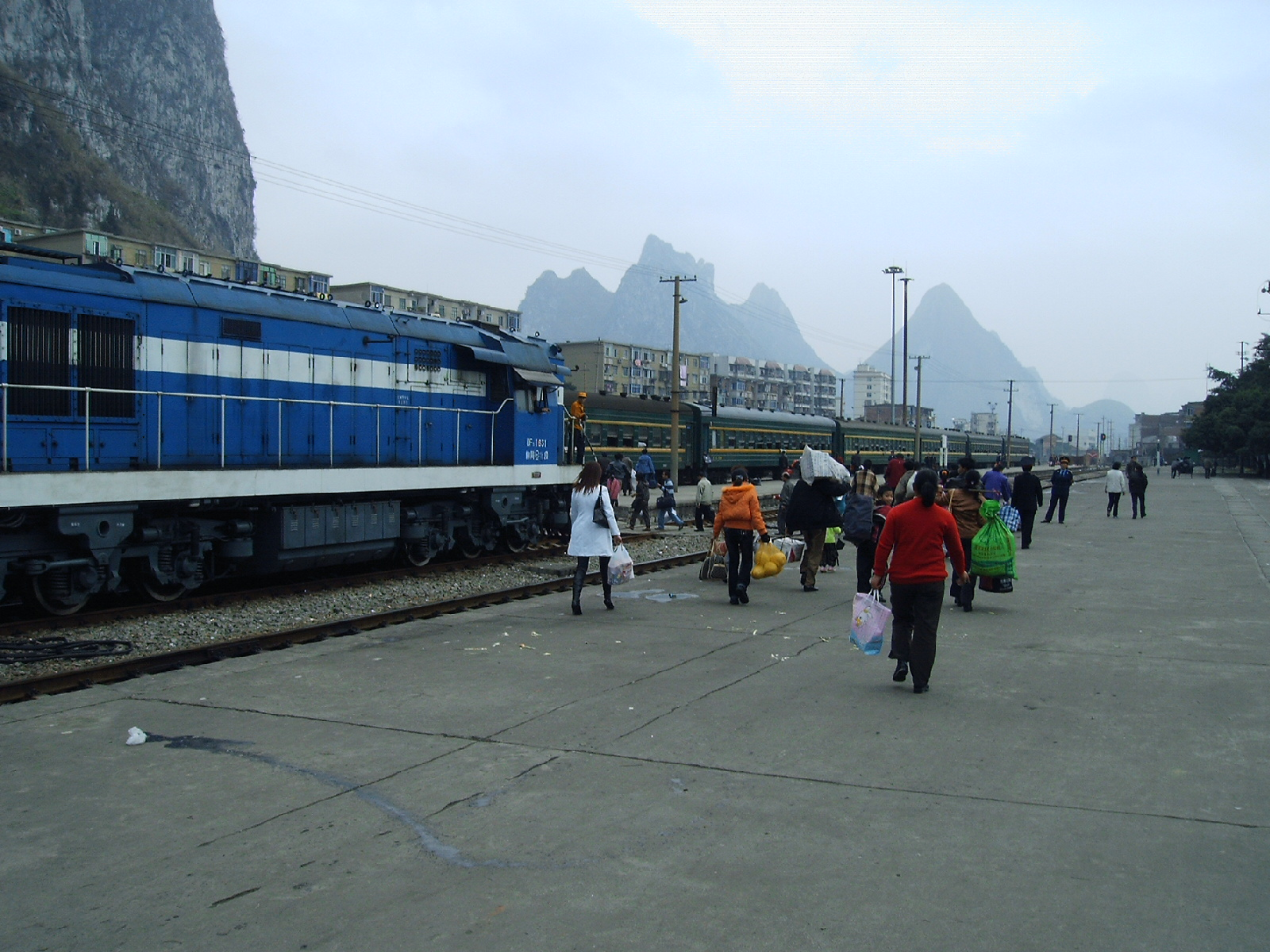
黔桂铁路金城江站

金城江区是中国广西壮族自治区河池市所辖的一个市辖区。总面积为2340平方公里，區人民政府駐金城江街道金城西路23號。

## 历史
北宋时，在此地设置的河池县。1949年后，河池县历属宜山专区、柳州专区、河池专区、河池地区，1983年10日8日撤销河池县，设立县级河池市；2002年6月设立地级河池市。原县级河池市改为金城江区。

## 人口
根據第七次人口普查數據，截至2020年11月1日零時，金城江區常住人口為372521人。

## 行政区划
金城江区下辖1个街道办事处、7个镇、4个乡：
金城江街道、东江镇、六圩镇、六甲镇、河池镇、拔贡镇、九圩镇、五圩镇、白土乡、侧岭乡、保平乡和长老乡。

## 交通
- 兰海高速、 汕昆高速、 210国道、 323国道、 357国道。
- 黔桂铁路：金城江站
- 貴南客運專線：河池西站
- 河池金城江机场